# 凱斯維爾 (密歇根州)
凱斯維爾（英語：Caseville）是一個位於美國密歇根州休倫縣的城市。

## 人口
根據2020年美國人口普查的數據，凱斯維爾的面積為2.97平方千米，當中陸地面積為2.90平方千米，而水域面積為0.07平方千米。當地共有人口652人，而人口密度為每平方千米220人。